# Titus Iunius Severus (Konsul 154)
Titus Iunius Severus war ein im 2. Jahrhundert n. Chr. lebender römischer Politiker.
Durch zwei Militärdiplome, die auf den 3. November und den 28. Dezember 154 datiert sind, ist belegt, dass Iunius Severus 154 zusammen mit Gaius Iulius Statius Severus Suffektkonsul war; die beiden übten dieses Amt vom 1. November bis zum Ende des Jahres aus. Sein Name ist auch in den Fasti Ostienses partiell erhalten.
Sein Vater war möglicherweise Titus Iunius Severus.